# Trophée Clarence-S.-Campbell
Le trophée Clarence-S.-Campbell est le nom d'un trophée de hockey sur glace d'Amérique du Nord. Le trophée est remis annuellement à chaque fin de saison dans la Ligue nationale de hockey depuis la saison 1967-1968. Le trophée, portant le nom anglais de Clarence S. Campbell Bowl, est remis au cours des séries éliminatoires au vainqueur de la finale de l'association de l'Ouest, juste avant la finale de la Coupe Stanley.

## Historique
Le trophée est remis pour la première fois en 1967-1968 à la suite de la création de six nouvelles franchises dans la LNH et la mise en place d'une deuxième division. Les vainqueurs de la division Ouest — division des nouvelles équipes — reçoivent alors à la fin de la saison régulière le « Bol » Clarence S. Campbell, nommé ainsi en l'honneur de Clarence Campbell, président de la LNH depuis 1946 — il restera en poste jusqu'en 1977.
En 1974, le nombre d'équipes continue à augmenter et deux nouvelles divisions sont ajoutées. Deux associations (en anglais conferences) regroupent alors deux divisions et le trophée Clarence-S.-Campbell récompense la meilleure équipe sur la saison de l'association du même nom. Six ans plus tard, le trophée revient toujours à la meilleure équipe de l'association Clarence Campbell mais cette fois au terme des séries éliminatoires. En 1993, Gary Bettman, Commissaire de la LNH, décide de changer le nom des associations et l'association Clarence Campbell devient l'association de l'Ouest. Le trophée Clarence-S.-Campbell revient donc depuis cette date au champion de l'association de l'Ouest à l'issue des séries.

## Gagnants du trophée Clarence-S.-Campbell

### Champions de la division Ouest
- 1968 : Flyers de Philadelphie
- 1969 : Blues de Saint-Louis
- 1970 : Blues de Saint-Louis
- 1971 : Black Hawks de Chicago
- 1972 : Black Hawks de Chicago
- 1973 : Black Hawks de Chicago
- 1974 : Flyers de Philadelphie

### Champions de l'association Clarence Campbell
- 1975 : Flyers de Philadelphie
- 1976 : Flyers de Philadelphie
- 1977 : Flyers de Philadelphie
- 1978 : Islanders de New York
- 1979 : Islanders de New York
- 1980 : Flyers de Philadelphie
- 1981 : Islanders de New York

### Vainqueurs de la finale de l'association Clarence Campbell
- 1982 : Canucks de Vancouver
- 1983 : Oilers d'Edmonton
- 1984 : Oilers d'Edmonton
- 1985 : Oilers d'Edmonton
- 1986 : Flames de Calgary
- 1987 : Oilers d'Edmonton
- 1988 : Oilers d'Edmonton
- 1989 : Flames de Calgary
- 1990 : Oilers d'Edmonton
- 1991 : North Stars du Minnesota
- 1992 : Blackhawks de Chicago
- 1993 : Kings de Los Angeles

### Vainqueurs de la finale de l'association de l'Ouest
- 1994 : Canucks de Vancouver
- 1995 : Red Wings de Détroit
- 1996 : Avalanche du Colorado
- 1997 : Red Wings de Détroit
- 1998 : Red Wings de Détroit
- 1999 : Stars de Dallas
- 2000 : Stars de Dallas
- 2001 : Avalanche du Colorado
- 2002 : Red Wings de Détroit
- 2003 : Mighty Ducks d'Anaheim
- 2004 : Flames de Calgary
- 2005 : aucun gagnant, saison annulée
- 2006 : Oilers d'Edmonton
- 2007 : Ducks d'Anaheim
- 2008 : Red Wings de Détroit
- 2009 : Red Wings de Détroit
- 2010 : Blackhawks de Chicago
- 2011 : Canucks de Vancouver
- 2012 : Kings de Los Angeles
- 2013 : Blackhawks de Chicago
- 2014 : Kings de Los Angeles
- 2015 : Blackhawks de Chicago
- 2016 : Sharks de San José
- 2017 : Predators de Nashville
- 2018 : Golden Knights de Vegas
- 2019 : Blues de Saint-Louis
- 2020 : Stars de Dallas

### Vainqueur de la première demi-finale de la Coupe Stanley 2021
- 2021 : Canadiens de Montréal[2]

### Vainqueurs de la finale de l'association de l'Ouest
- 2022 : Avalanche du Colorado
- 2023 : Golden Knights de Vegas
- 2024 : Oilers d'Edmonton
- 2025 : Oilers d'Edmonton